# Eric M. Hassberg
Eric Manfred Hassberg, nato Erich (Vienna, 14 maggio 1918 – Omaha, 8 gennaio 1987), è stato un compositore di scacchi statunitense di origine austriaca.

## Biografia
Nato in una famiglia ebraica, nel 1936 si iscrisse alla facoltà di legge dell'università di Vienna, ma dopo due anni, in seguito all'Anschluss e all'introduzione delle leggi razziali, ne fu espulso. Nel 1940 emigrò negli Stati Uniti e cambiò il primo nome da Erich a Eric.
Nel decennio 1940-1950 compose oltre 600 problemi, la maggior parte in due e tre mosse. Nel 1946 era al primo posto al mondo per i premi vinti in quell'anno e l'anno successivo si classificò secondo, dopo il polacco Marian Wróbel. Fu direttore della rivista American Chess Problemist, edita dalla Chess Problem Association of America.
Assieme a Edgar W. Allen pubblicò il libro To Alain White (Stamford, 1945), dedicato al problemista e mecenate Alain C. White. Nel 1948 pubblicò The Best American Chess Problems of 1946 (Omaha, Lillethorup Press), una raccolta di 100 problemi pubblicati nel 1946, tra cui una ventina suoi.
Nel 1956 la FIDE lo nominò Giudice internazionale per la composizione.
Il tema Hassberg prende il suo nome: « La chiave inchioda un pezzo bianco e schioda un pezzo nero. A sua volta questo schioda il primo pezzo bianco, ma viene nuovamente inchiodato da una mossa nera provocata dal bianco, che sfruttando l'inchiodatura nera può mattare con il pezzo schiodato ». Il problema a sinistra ne è un esempio.
|   | a | b | c | d | e | f | g | h |   |
| 8 | d8 alfiere del nero · g8 torre del nero · b7 cavallo del nero · c7 pedone del nero · h7 alfiere del nero · a6 cavallo del nero · e6 donna del bianco · a5 pedone del bianco · b5 pedone del nero · c5 re del nero · g5 donna del nero · h5 torre del bianco · b3 alfiere del bianco · c3 alfiere del bianco · e3 cavallo del bianco · g3 pedone del nero · c2 torre del bianco · d2 cavallo del bianco · c1 re del bianco | d8 alfiere del nero · g8 torre del nero · b7 cavallo del nero · c7 pedone del nero · h7 alfiere del nero · a6 cavallo del nero · e6 donna del bianco · a5 pedone del bianco · b5 pedone del nero · c5 re del nero · g5 donna del nero · h5 torre del bianco · b3 alfiere del bianco · c3 alfiere del bianco · e3 cavallo del bianco · g3 pedone del nero · c2 torre del bianco · d2 cavallo del bianco · c1 re del bianco | d8 alfiere del nero · g8 torre del nero · b7 cavallo del nero · c7 pedone del nero · h7 alfiere del nero · a6 cavallo del nero · e6 donna del bianco · a5 pedone del bianco · b5 pedone del nero · c5 re del nero · g5 donna del nero · h5 torre del bianco · b3 alfiere del bianco · c3 alfiere del bianco · e3 cavallo del bianco · g3 pedone del nero · c2 torre del bianco · d2 cavallo del bianco · c1 re del bianco | d8 alfiere del nero · g8 torre del nero · b7 cavallo del nero · c7 pedone del nero · h7 alfiere del nero · a6 cavallo del nero · e6 donna del bianco · a5 pedone del bianco · b5 pedone del nero · c5 re del nero · g5 donna del nero · h5 torre del bianco · b3 alfiere del bianco · c3 alfiere del bianco · e3 cavallo del bianco · g3 pedone del nero · c2 torre del bianco · d2 cavallo del bianco · c1 re del bianco | d8 alfiere del nero · g8 torre del nero · b7 cavallo del nero · c7 pedone del nero · h7 alfiere del nero · a6 cavallo del nero · e6 donna del bianco · a5 pedone del bianco · b5 pedone del nero · c5 re del nero · g5 donna del nero · h5 torre del bianco · b3 alfiere del bianco · c3 alfiere del bianco · e3 cavallo del bianco · g3 pedone del nero · c2 torre del bianco · d2 cavallo del bianco · c1 re del bianco | d8 alfiere del nero · g8 torre del nero · b7 cavallo del nero · c7 pedone del nero · h7 alfiere del nero · a6 cavallo del nero · e6 donna del bianco · a5 pedone del bianco · b5 pedone del nero · c5 re del nero · g5 donna del nero · h5 torre del bianco · b3 alfiere del bianco · c3 alfiere del bianco · e3 cavallo del bianco · g3 pedone del nero · c2 torre del bianco · d2 cavallo del bianco · c1 re del bianco | d8 alfiere del nero · g8 torre del nero · b7 cavallo del nero · c7 pedone del nero · h7 alfiere del nero · a6 cavallo del nero · e6 donna del bianco · a5 pedone del bianco · b5 pedone del nero · c5 re del nero · g5 donna del nero · h5 torre del bianco · b3 alfiere del bianco · c3 alfiere del bianco · e3 cavallo del bianco · g3 pedone del nero · c2 torre del bianco · d2 cavallo del bianco · c1 re del bianco | d8 alfiere del nero · g8 torre del nero · b7 cavallo del nero · c7 pedone del nero · h7 alfiere del nero · a6 cavallo del nero · e6 donna del bianco · a5 pedone del bianco · b5 pedone del nero · c5 re del nero · g5 donna del nero · h5 torre del bianco · b3 alfiere del bianco · c3 alfiere del bianco · e3 cavallo del bianco · g3 pedone del nero · c2 torre del bianco · d2 cavallo del bianco · c1 re del bianco | 8 |
| 7 | d8 alfiere del nero · g8 torre del nero · b7 cavallo del nero · c7 pedone del nero · h7 alfiere del nero · a6 cavallo del nero · e6 donna del bianco · a5 pedone del bianco · b5 pedone del nero · c5 re del nero · g5 donna del nero · h5 torre del bianco · b3 alfiere del bianco · c3 alfiere del bianco · e3 cavallo del bianco · g3 pedone del nero · c2 torre del bianco · d2 cavallo del bianco · c1 re del bianco | d8 alfiere del nero · g8 torre del nero · b7 cavallo del nero · c7 pedone del nero · h7 alfiere del nero · a6 cavallo del nero · e6 donna del bianco · a5 pedone del bianco · b5 pedone del nero · c5 re del nero · g5 donna del nero · h5 torre del bianco · b3 alfiere del bianco · c3 alfiere del bianco · e3 cavallo del bianco · g3 pedone del nero · c2 torre del bianco · d2 cavallo del bianco · c1 re del bianco | d8 alfiere del nero · g8 torre del nero · b7 cavallo del nero · c7 pedone del nero · h7 alfiere del nero · a6 cavallo del nero · e6 donna del bianco · a5 pedone del bianco · b5 pedone del nero · c5 re del nero · g5 donna del nero · h5 torre del bianco · b3 alfiere del bianco · c3 alfiere del bianco · e3 cavallo del bianco · g3 pedone del nero · c2 torre del bianco · d2 cavallo del bianco · c1 re del bianco | d8 alfiere del nero · g8 torre del nero · b7 cavallo del nero · c7 pedone del nero · h7 alfiere del nero · a6 cavallo del nero · e6 donna del bianco · a5 pedone del bianco · b5 pedone del nero · c5 re del nero · g5 donna del nero · h5 torre del bianco · b3 alfiere del bianco · c3 alfiere del bianco · e3 cavallo del bianco · g3 pedone del nero · c2 torre del bianco · d2 cavallo del bianco · c1 re del bianco | d8 alfiere del nero · g8 torre del nero · b7 cavallo del nero · c7 pedone del nero · h7 alfiere del nero · a6 cavallo del nero · e6 donna del bianco · a5 pedone del bianco · b5 pedone del nero · c5 re del nero · g5 donna del nero · h5 torre del bianco · b3 alfiere del bianco · c3 alfiere del bianco · e3 cavallo del bianco · g3 pedone del nero · c2 torre del bianco · d2 cavallo del bianco · c1 re del bianco | d8 alfiere del nero · g8 torre del nero · b7 cavallo del nero · c7 pedone del nero · h7 alfiere del nero · a6 cavallo del nero · e6 donna del bianco · a5 pedone del bianco · b5 pedone del nero · c5 re del nero · g5 donna del nero · h5 torre del bianco · b3 alfiere del bianco · c3 alfiere del bianco · e3 cavallo del bianco · g3 pedone del nero · c2 torre del bianco · d2 cavallo del bianco · c1 re del bianco | d8 alfiere del nero · g8 torre del nero · b7 cavallo del nero · c7 pedone del nero · h7 alfiere del nero · a6 cavallo del nero · e6 donna del bianco · a5 pedone del bianco · b5 pedone del nero · c5 re del nero · g5 donna del nero · h5 torre del bianco · b3 alfiere del bianco · c3 alfiere del bianco · e3 cavallo del bianco · g3 pedone del nero · c2 torre del bianco · d2 cavallo del bianco · c1 re del bianco | d8 alfiere del nero · g8 torre del nero · b7 cavallo del nero · c7 pedone del nero · h7 alfiere del nero · a6 cavallo del nero · e6 donna del bianco · a5 pedone del bianco · b5 pedone del nero · c5 re del nero · g5 donna del nero · h5 torre del bianco · b3 alfiere del bianco · c3 alfiere del bianco · e3 cavallo del bianco · g3 pedone del nero · c2 torre del bianco · d2 cavallo del bianco · c1 re del bianco | 7 |
| 6 | d8 alfiere del nero · g8 torre del nero · b7 cavallo del nero · c7 pedone del nero · h7 alfiere del nero · a6 cavallo del nero · e6 donna del bianco · a5 pedone del bianco · b5 pedone del nero · c5 re del nero · g5 donna del nero · h5 torre del bianco · b3 alfiere del bianco · c3 alfiere del bianco · e3 cavallo del bianco · g3 pedone del nero · c2 torre del bianco · d2 cavallo del bianco · c1 re del bianco | d8 alfiere del nero · g8 torre del nero · b7 cavallo del nero · c7 pedone del nero · h7 alfiere del nero · a6 cavallo del nero · e6 donna del bianco · a5 pedone del bianco · b5 pedone del nero · c5 re del nero · g5 donna del nero · h5 torre del bianco · b3 alfiere del bianco · c3 alfiere del bianco · e3 cavallo del bianco · g3 pedone del nero · c2 torre del bianco · d2 cavallo del bianco · c1 re del bianco | d8 alfiere del nero · g8 torre del nero · b7 cavallo del nero · c7 pedone del nero · h7 alfiere del nero · a6 cavallo del nero · e6 donna del bianco · a5 pedone del bianco · b5 pedone del nero · c5 re del nero · g5 donna del nero · h5 torre del bianco · b3 alfiere del bianco · c3 alfiere del bianco · e3 cavallo del bianco · g3 pedone del nero · c2 torre del bianco · d2 cavallo del bianco · c1 re del bianco | d8 alfiere del nero · g8 torre del nero · b7 cavallo del nero · c7 pedone del nero · h7 alfiere del nero · a6 cavallo del nero · e6 donna del bianco · a5 pedone del bianco · b5 pedone del nero · c5 re del nero · g5 donna del nero · h5 torre del bianco · b3 alfiere del bianco · c3 alfiere del bianco · e3 cavallo del bianco · g3 pedone del nero · c2 torre del bianco · d2 cavallo del bianco · c1 re del bianco | d8 alfiere del nero · g8 torre del nero · b7 cavallo del nero · c7 pedone del nero · h7 alfiere del nero · a6 cavallo del nero · e6 donna del bianco · a5 pedone del bianco · b5 pedone del nero · c5 re del nero · g5 donna del nero · h5 torre del bianco · b3 alfiere del bianco · c3 alfiere del bianco · e3 cavallo del bianco · g3 pedone del nero · c2 torre del bianco · d2 cavallo del bianco · c1 re del bianco | d8 alfiere del nero · g8 torre del nero · b7 cavallo del nero · c7 pedone del nero · h7 alfiere del nero · a6 cavallo del nero · e6 donna del bianco · a5 pedone del bianco · b5 pedone del nero · c5 re del nero · g5 donna del nero · h5 torre del bianco · b3 alfiere del bianco · c3 alfiere del bianco · e3 cavallo del bianco · g3 pedone del nero · c2 torre del bianco · d2 cavallo del bianco · c1 re del bianco | d8 alfiere del nero · g8 torre del nero · b7 cavallo del nero · c7 pedone del nero · h7 alfiere del nero · a6 cavallo del nero · e6 donna del bianco · a5 pedone del bianco · b5 pedone del nero · c5 re del nero · g5 donna del nero · h5 torre del bianco · b3 alfiere del bianco · c3 alfiere del bianco · e3 cavallo del bianco · g3 pedone del nero · c2 torre del bianco · d2 cavallo del bianco · c1 re del bianco | d8 alfiere del nero · g8 torre del nero · b7 cavallo del nero · c7 pedone del nero · h7 alfiere del nero · a6 cavallo del nero · e6 donna del bianco · a5 pedone del bianco · b5 pedone del nero · c5 re del nero · g5 donna del nero · h5 torre del bianco · b3 alfiere del bianco · c3 alfiere del bianco · e3 cavallo del bianco · g3 pedone del nero · c2 torre del bianco · d2 cavallo del bianco · c1 re del bianco | 6 |
| 5 | d8 alfiere del nero · g8 torre del nero · b7 cavallo del nero · c7 pedone del nero · h7 alfiere del nero · a6 cavallo del nero · e6 donna del bianco · a5 pedone del bianco · b5 pedone del nero · c5 re del nero · g5 donna del nero · h5 torre del bianco · b3 alfiere del bianco · c3 alfiere del bianco · e3 cavallo del bianco · g3 pedone del nero · c2 torre del bianco · d2 cavallo del bianco · c1 re del bianco | d8 alfiere del nero · g8 torre del nero · b7 cavallo del nero · c7 pedone del nero · h7 alfiere del nero · a6 cavallo del nero · e6 donna del bianco · a5 pedone del bianco · b5 pedone del nero · c5 re del nero · g5 donna del nero · h5 torre del bianco · b3 alfiere del bianco · c3 alfiere del bianco · e3 cavallo del bianco · g3 pedone del nero · c2 torre del bianco · d2 cavallo del bianco · c1 re del bianco | d8 alfiere del nero · g8 torre del nero · b7 cavallo del nero · c7 pedone del nero · h7 alfiere del nero · a6 cavallo del nero · e6 donna del bianco · a5 pedone del bianco · b5 pedone del nero · c5 re del nero · g5 donna del nero · h5 torre del bianco · b3 alfiere del bianco · c3 alfiere del bianco · e3 cavallo del bianco · g3 pedone del nero · c2 torre del bianco · d2 cavallo del bianco · c1 re del bianco | d8 alfiere del nero · g8 torre del nero · b7 cavallo del nero · c7 pedone del nero · h7 alfiere del nero · a6 cavallo del nero · e6 donna del bianco · a5 pedone del bianco · b5 pedone del nero · c5 re del nero · g5 donna del nero · h5 torre del bianco · b3 alfiere del bianco · c3 alfiere del bianco · e3 cavallo del bianco · g3 pedone del nero · c2 torre del bianco · d2 cavallo del bianco · c1 re del bianco | d8 alfiere del nero · g8 torre del nero · b7 cavallo del nero · c7 pedone del nero · h7 alfiere del nero · a6 cavallo del nero · e6 donna del bianco · a5 pedone del bianco · b5 pedone del nero · c5 re del nero · g5 donna del nero · h5 torre del bianco · b3 alfiere del bianco · c3 alfiere del bianco · e3 cavallo del bianco · g3 pedone del nero · c2 torre del bianco · d2 cavallo del bianco · c1 re del bianco | d8 alfiere del nero · g8 torre del nero · b7 cavallo del nero · c7 pedone del nero · h7 alfiere del nero · a6 cavallo del nero · e6 donna del bianco · a5 pedone del bianco · b5 pedone del nero · c5 re del nero · g5 donna del nero · h5 torre del bianco · b3 alfiere del bianco · c3 alfiere del bianco · e3 cavallo del bianco · g3 pedone del nero · c2 torre del bianco · d2 cavallo del bianco · c1 re del bianco | d8 alfiere del nero · g8 torre del nero · b7 cavallo del nero · c7 pedone del nero · h7 alfiere del nero · a6 cavallo del nero · e6 donna del bianco · a5 pedone del bianco · b5 pedone del nero · c5 re del nero · g5 donna del nero · h5 torre del bianco · b3 alfiere del bianco · c3 alfiere del bianco · e3 cavallo del bianco · g3 pedone del nero · c2 torre del bianco · d2 cavallo del bianco · c1 re del bianco | d8 alfiere del nero · g8 torre del nero · b7 cavallo del nero · c7 pedone del nero · h7 alfiere del nero · a6 cavallo del nero · e6 donna del bianco · a5 pedone del bianco · b5 pedone del nero · c5 re del nero · g5 donna del nero · h5 torre del bianco · b3 alfiere del bianco · c3 alfiere del bianco · e3 cavallo del bianco · g3 pedone del nero · c2 torre del bianco · d2 cavallo del bianco · c1 re del bianco | 5 |
| 4 | d8 alfiere del nero · g8 torre del nero · b7 cavallo del nero · c7 pedone del nero · h7 alfiere del nero · a6 cavallo del nero · e6 donna del bianco · a5 pedone del bianco · b5 pedone del nero · c5 re del nero · g5 donna del nero · h5 torre del bianco · b3 alfiere del bianco · c3 alfiere del bianco · e3 cavallo del bianco · g3 pedone del nero · c2 torre del bianco · d2 cavallo del bianco · c1 re del bianco | d8 alfiere del nero · g8 torre del nero · b7 cavallo del nero · c7 pedone del nero · h7 alfiere del nero · a6 cavallo del nero · e6 donna del bianco · a5 pedone del bianco · b5 pedone del nero · c5 re del nero · g5 donna del nero · h5 torre del bianco · b3 alfiere del bianco · c3 alfiere del bianco · e3 cavallo del bianco · g3 pedone del nero · c2 torre del bianco · d2 cavallo del bianco · c1 re del bianco | d8 alfiere del nero · g8 torre del nero · b7 cavallo del nero · c7 pedone del nero · h7 alfiere del nero · a6 cavallo del nero · e6 donna del bianco · a5 pedone del bianco · b5 pedone del nero · c5 re del nero · g5 donna del nero · h5 torre del bianco · b3 alfiere del bianco · c3 alfiere del bianco · e3 cavallo del bianco · g3 pedone del nero · c2 torre del bianco · d2 cavallo del bianco · c1 re del bianco | d8 alfiere del nero · g8 torre del nero · b7 cavallo del nero · c7 pedone del nero · h7 alfiere del nero · a6 cavallo del nero · e6 donna del bianco · a5 pedone del bianco · b5 pedone del nero · c5 re del nero · g5 donna del nero · h5 torre del bianco · b3 alfiere del bianco · c3 alfiere del bianco · e3 cavallo del bianco · g3 pedone del nero · c2 torre del bianco · d2 cavallo del bianco · c1 re del bianco | d8 alfiere del nero · g8 torre del nero · b7 cavallo del nero · c7 pedone del nero · h7 alfiere del nero · a6 cavallo del nero · e6 donna del bianco · a5 pedone del bianco · b5 pedone del nero · c5 re del nero · g5 donna del nero · h5 torre del bianco · b3 alfiere del bianco · c3 alfiere del bianco · e3 cavallo del bianco · g3 pedone del nero · c2 torre del bianco · d2 cavallo del bianco · c1 re del bianco | d8 alfiere del nero · g8 torre del nero · b7 cavallo del nero · c7 pedone del nero · h7 alfiere del nero · a6 cavallo del nero · e6 donna del bianco · a5 pedone del bianco · b5 pedone del nero · c5 re del nero · g5 donna del nero · h5 torre del bianco · b3 alfiere del bianco · c3 alfiere del bianco · e3 cavallo del bianco · g3 pedone del nero · c2 torre del bianco · d2 cavallo del bianco · c1 re del bianco | d8 alfiere del nero · g8 torre del nero · b7 cavallo del nero · c7 pedone del nero · h7 alfiere del nero · a6 cavallo del nero · e6 donna del bianco · a5 pedone del bianco · b5 pedone del nero · c5 re del nero · g5 donna del nero · h5 torre del bianco · b3 alfiere del bianco · c3 alfiere del bianco · e3 cavallo del bianco · g3 pedone del nero · c2 torre del bianco · d2 cavallo del bianco · c1 re del bianco | d8 alfiere del nero · g8 torre del nero · b7 cavallo del nero · c7 pedone del nero · h7 alfiere del nero · a6 cavallo del nero · e6 donna del bianco · a5 pedone del bianco · b5 pedone del nero · c5 re del nero · g5 donna del nero · h5 torre del bianco · b3 alfiere del bianco · c3 alfiere del bianco · e3 cavallo del bianco · g3 pedone del nero · c2 torre del bianco · d2 cavallo del bianco · c1 re del bianco | 4 |
| 3 | d8 alfiere del nero · g8 torre del nero · b7 cavallo del nero · c7 pedone del nero · h7 alfiere del nero · a6 cavallo del nero · e6 donna del bianco · a5 pedone del bianco · b5 pedone del nero · c5 re del nero · g5 donna del nero · h5 torre del bianco · b3 alfiere del bianco · c3 alfiere del bianco · e3 cavallo del bianco · g3 pedone del nero · c2 torre del bianco · d2 cavallo del bianco · c1 re del bianco | d8 alfiere del nero · g8 torre del nero · b7 cavallo del nero · c7 pedone del nero · h7 alfiere del nero · a6 cavallo del nero · e6 donna del bianco · a5 pedone del bianco · b5 pedone del nero · c5 re del nero · g5 donna del nero · h5 torre del bianco · b3 alfiere del bianco · c3 alfiere del bianco · e3 cavallo del bianco · g3 pedone del nero · c2 torre del bianco · d2 cavallo del bianco · c1 re del bianco | d8 alfiere del nero · g8 torre del nero · b7 cavallo del nero · c7 pedone del nero · h7 alfiere del nero · a6 cavallo del nero · e6 donna del bianco · a5 pedone del bianco · b5 pedone del nero · c5 re del nero · g5 donna del nero · h5 torre del bianco · b3 alfiere del bianco · c3 alfiere del bianco · e3 cavallo del bianco · g3 pedone del nero · c2 torre del bianco · d2 cavallo del bianco · c1 re del bianco | d8 alfiere del nero · g8 torre del nero · b7 cavallo del nero · c7 pedone del nero · h7 alfiere del nero · a6 cavallo del nero · e6 donna del bianco · a5 pedone del bianco · b5 pedone del nero · c5 re del nero · g5 donna del nero · h5 torre del bianco · b3 alfiere del bianco · c3 alfiere del bianco · e3 cavallo del bianco · g3 pedone del nero · c2 torre del bianco · d2 cavallo del bianco · c1 re del bianco | d8 alfiere del nero · g8 torre del nero · b7 cavallo del nero · c7 pedone del nero · h7 alfiere del nero · a6 cavallo del nero · e6 donna del bianco · a5 pedone del bianco · b5 pedone del nero · c5 re del nero · g5 donna del nero · h5 torre del bianco · b3 alfiere del bianco · c3 alfiere del bianco · e3 cavallo del bianco · g3 pedone del nero · c2 torre del bianco · d2 cavallo del bianco · c1 re del bianco | d8 alfiere del nero · g8 torre del nero · b7 cavallo del nero · c7 pedone del nero · h7 alfiere del nero · a6 cavallo del nero · e6 donna del bianco · a5 pedone del bianco · b5 pedone del nero · c5 re del nero · g5 donna del nero · h5 torre del bianco · b3 alfiere del bianco · c3 alfiere del bianco · e3 cavallo del bianco · g3 pedone del nero · c2 torre del bianco · d2 cavallo del bianco · c1 re del bianco | d8 alfiere del nero · g8 torre del nero · b7 cavallo del nero · c7 pedone del nero · h7 alfiere del nero · a6 cavallo del nero · e6 donna del bianco · a5 pedone del bianco · b5 pedone del nero · c5 re del nero · g5 donna del nero · h5 torre del bianco · b3 alfiere del bianco · c3 alfiere del bianco · e3 cavallo del bianco · g3 pedone del nero · c2 torre del bianco · d2 cavallo del bianco · c1 re del bianco | d8 alfiere del nero · g8 torre del nero · b7 cavallo del nero · c7 pedone del nero · h7 alfiere del nero · a6 cavallo del nero · e6 donna del bianco · a5 pedone del bianco · b5 pedone del nero · c5 re del nero · g5 donna del nero · h5 torre del bianco · b3 alfiere del bianco · c3 alfiere del bianco · e3 cavallo del bianco · g3 pedone del nero · c2 torre del bianco · d2 cavallo del bianco · c1 re del bianco | 3 |
| 2 | d8 alfiere del nero · g8 torre del nero · b7 cavallo del nero · c7 pedone del nero · h7 alfiere del nero · a6 cavallo del nero · e6 donna del bianco · a5 pedone del bianco · b5 pedone del nero · c5 re del nero · g5 donna del nero · h5 torre del bianco · b3 alfiere del bianco · c3 alfiere del bianco · e3 cavallo del bianco · g3 pedone del nero · c2 torre del bianco · d2 cavallo del bianco · c1 re del bianco | d8 alfiere del nero · g8 torre del nero · b7 cavallo del nero · c7 pedone del nero · h7 alfiere del nero · a6 cavallo del nero · e6 donna del bianco · a5 pedone del bianco · b5 pedone del nero · c5 re del nero · g5 donna del nero · h5 torre del bianco · b3 alfiere del bianco · c3 alfiere del bianco · e3 cavallo del bianco · g3 pedone del nero · c2 torre del bianco · d2 cavallo del bianco · c1 re del bianco | d8 alfiere del nero · g8 torre del nero · b7 cavallo del nero · c7 pedone del nero · h7 alfiere del nero · a6 cavallo del nero · e6 donna del bianco · a5 pedone del bianco · b5 pedone del nero · c5 re del nero · g5 donna del nero · h5 torre del bianco · b3 alfiere del bianco · c3 alfiere del bianco · e3 cavallo del bianco · g3 pedone del nero · c2 torre del bianco · d2 cavallo del bianco · c1 re del bianco | d8 alfiere del nero · g8 torre del nero · b7 cavallo del nero · c7 pedone del nero · h7 alfiere del nero · a6 cavallo del nero · e6 donna del bianco · a5 pedone del bianco · b5 pedone del nero · c5 re del nero · g5 donna del nero · h5 torre del bianco · b3 alfiere del bianco · c3 alfiere del bianco · e3 cavallo del bianco · g3 pedone del nero · c2 torre del bianco · d2 cavallo del bianco · c1 re del bianco | d8 alfiere del nero · g8 torre del nero · b7 cavallo del nero · c7 pedone del nero · h7 alfiere del nero · a6 cavallo del nero · e6 donna del bianco · a5 pedone del bianco · b5 pedone del nero · c5 re del nero · g5 donna del nero · h5 torre del bianco · b3 alfiere del bianco · c3 alfiere del bianco · e3 cavallo del bianco · g3 pedone del nero · c2 torre del bianco · d2 cavallo del bianco · c1 re del bianco | d8 alfiere del nero · g8 torre del nero · b7 cavallo del nero · c7 pedone del nero · h7 alfiere del nero · a6 cavallo del nero · e6 donna del bianco · a5 pedone del bianco · b5 pedone del nero · c5 re del nero · g5 donna del nero · h5 torre del bianco · b3 alfiere del bianco · c3 alfiere del bianco · e3 cavallo del bianco · g3 pedone del nero · c2 torre del bianco · d2 cavallo del bianco · c1 re del bianco | d8 alfiere del nero · g8 torre del nero · b7 cavallo del nero · c7 pedone del nero · h7 alfiere del nero · a6 cavallo del nero · e6 donna del bianco · a5 pedone del bianco · b5 pedone del nero · c5 re del nero · g5 donna del nero · h5 torre del bianco · b3 alfiere del bianco · c3 alfiere del bianco · e3 cavallo del bianco · g3 pedone del nero · c2 torre del bianco · d2 cavallo del bianco · c1 re del bianco | d8 alfiere del nero · g8 torre del nero · b7 cavallo del nero · c7 pedone del nero · h7 alfiere del nero · a6 cavallo del nero · e6 donna del bianco · a5 pedone del bianco · b5 pedone del nero · c5 re del nero · g5 donna del nero · h5 torre del bianco · b3 alfiere del bianco · c3 alfiere del bianco · e3 cavallo del bianco · g3 pedone del nero · c2 torre del bianco · d2 cavallo del bianco · c1 re del bianco | 2 |
| 1 | d8 alfiere del nero · g8 torre del nero · b7 cavallo del nero · c7 pedone del nero · h7 alfiere del nero · a6 cavallo del nero · e6 donna del bianco · a5 pedone del bianco · b5 pedone del nero · c5 re del nero · g5 donna del nero · h5 torre del bianco · b3 alfiere del bianco · c3 alfiere del bianco · e3 cavallo del bianco · g3 pedone del nero · c2 torre del bianco · d2 cavallo del bianco · c1 re del bianco | d8 alfiere del nero · g8 torre del nero · b7 cavallo del nero · c7 pedone del nero · h7 alfiere del nero · a6 cavallo del nero · e6 donna del bianco · a5 pedone del bianco · b5 pedone del nero · c5 re del nero · g5 donna del nero · h5 torre del bianco · b3 alfiere del bianco · c3 alfiere del bianco · e3 cavallo del bianco · g3 pedone del nero · c2 torre del bianco · d2 cavallo del bianco · c1 re del bianco | d8 alfiere del nero · g8 torre del nero · b7 cavallo del nero · c7 pedone del nero · h7 alfiere del nero · a6 cavallo del nero · e6 donna del bianco · a5 pedone del bianco · b5 pedone del nero · c5 re del nero · g5 donna del nero · h5 torre del bianco · b3 alfiere del bianco · c3 alfiere del bianco · e3 cavallo del bianco · g3 pedone del nero · c2 torre del bianco · d2 cavallo del bianco · c1 re del bianco | d8 alfiere del nero · g8 torre del nero · b7 cavallo del nero · c7 pedone del nero · h7 alfiere del nero · a6 cavallo del nero · e6 donna del bianco · a5 pedone del bianco · b5 pedone del nero · c5 re del nero · g5 donna del nero · h5 torre del bianco · b3 alfiere del bianco · c3 alfiere del bianco · e3 cavallo del bianco · g3 pedone del nero · c2 torre del bianco · d2 cavallo del bianco · c1 re del bianco | d8 alfiere del nero · g8 torre del nero · b7 cavallo del nero · c7 pedone del nero · h7 alfiere del nero · a6 cavallo del nero · e6 donna del bianco · a5 pedone del bianco · b5 pedone del nero · c5 re del nero · g5 donna del nero · h5 torre del bianco · b3 alfiere del bianco · c3 alfiere del bianco · e3 cavallo del bianco · g3 pedone del nero · c2 torre del bianco · d2 cavallo del bianco · c1 re del bianco | d8 alfiere del nero · g8 torre del nero · b7 cavallo del nero · c7 pedone del nero · h7 alfiere del nero · a6 cavallo del nero · e6 donna del bianco · a5 pedone del bianco · b5 pedone del nero · c5 re del nero · g5 donna del nero · h5 torre del bianco · b3 alfiere del bianco · c3 alfiere del bianco · e3 cavallo del bianco · g3 pedone del nero · c2 torre del bianco · d2 cavallo del bianco · c1 re del bianco | d8 alfiere del nero · g8 torre del nero · b7 cavallo del nero · c7 pedone del nero · h7 alfiere del nero · a6 cavallo del nero · e6 donna del bianco · a5 pedone del bianco · b5 pedone del nero · c5 re del nero · g5 donna del nero · h5 torre del bianco · b3 alfiere del bianco · c3 alfiere del bianco · e3 cavallo del bianco · g3 pedone del nero · c2 torre del bianco · d2 cavallo del bianco · c1 re del bianco | d8 alfiere del nero · g8 torre del nero · b7 cavallo del nero · c7 pedone del nero · h7 alfiere del nero · a6 cavallo del nero · e6 donna del bianco · a5 pedone del bianco · b5 pedone del nero · c5 re del nero · g5 donna del nero · h5 torre del bianco · b3 alfiere del bianco · c3 alfiere del bianco · e3 cavallo del bianco · g3 pedone del nero · c2 torre del bianco · d2 cavallo del bianco · c1 re del bianco | 1 |
|   | a | b | c | d | e | f | g | h |   |

|   | a | b | c | d | e | f | g | h |   |
| 8 | a8 donna del bianco · b8 alfiere del nero · f8 re del nero · g8 cavallo del nero · h8 torre del bianco · e7 pedone del nero · g7 donna del nero · a6 cavallo del nero · c6 alfiere del bianco · f6 pedone del nero · h6 alfiere del bianco · e5 cavallo del bianco · e4 pedone del nero · h4 pedone del nero · c3 torre del bianco · a1 re del bianco | a8 donna del bianco · b8 alfiere del nero · f8 re del nero · g8 cavallo del nero · h8 torre del bianco · e7 pedone del nero · g7 donna del nero · a6 cavallo del nero · c6 alfiere del bianco · f6 pedone del nero · h6 alfiere del bianco · e5 cavallo del bianco · e4 pedone del nero · h4 pedone del nero · c3 torre del bianco · a1 re del bianco | a8 donna del bianco · b8 alfiere del nero · f8 re del nero · g8 cavallo del nero · h8 torre del bianco · e7 pedone del nero · g7 donna del nero · a6 cavallo del nero · c6 alfiere del bianco · f6 pedone del nero · h6 alfiere del bianco · e5 cavallo del bianco · e4 pedone del nero · h4 pedone del nero · c3 torre del bianco · a1 re del bianco | a8 donna del bianco · b8 alfiere del nero · f8 re del nero · g8 cavallo del nero · h8 torre del bianco · e7 pedone del nero · g7 donna del nero · a6 cavallo del nero · c6 alfiere del bianco · f6 pedone del nero · h6 alfiere del bianco · e5 cavallo del bianco · e4 pedone del nero · h4 pedone del nero · c3 torre del bianco · a1 re del bianco | a8 donna del bianco · b8 alfiere del nero · f8 re del nero · g8 cavallo del nero · h8 torre del bianco · e7 pedone del nero · g7 donna del nero · a6 cavallo del nero · c6 alfiere del bianco · f6 pedone del nero · h6 alfiere del bianco · e5 cavallo del bianco · e4 pedone del nero · h4 pedone del nero · c3 torre del bianco · a1 re del bianco | a8 donna del bianco · b8 alfiere del nero · f8 re del nero · g8 cavallo del nero · h8 torre del bianco · e7 pedone del nero · g7 donna del nero · a6 cavallo del nero · c6 alfiere del bianco · f6 pedone del nero · h6 alfiere del bianco · e5 cavallo del bianco · e4 pedone del nero · h4 pedone del nero · c3 torre del bianco · a1 re del bianco | a8 donna del bianco · b8 alfiere del nero · f8 re del nero · g8 cavallo del nero · h8 torre del bianco · e7 pedone del nero · g7 donna del nero · a6 cavallo del nero · c6 alfiere del bianco · f6 pedone del nero · h6 alfiere del bianco · e5 cavallo del bianco · e4 pedone del nero · h4 pedone del nero · c3 torre del bianco · a1 re del bianco | a8 donna del bianco · b8 alfiere del nero · f8 re del nero · g8 cavallo del nero · h8 torre del bianco · e7 pedone del nero · g7 donna del nero · a6 cavallo del nero · c6 alfiere del bianco · f6 pedone del nero · h6 alfiere del bianco · e5 cavallo del bianco · e4 pedone del nero · h4 pedone del nero · c3 torre del bianco · a1 re del bianco | 8 |
| 7 | a8 donna del bianco · b8 alfiere del nero · f8 re del nero · g8 cavallo del nero · h8 torre del bianco · e7 pedone del nero · g7 donna del nero · a6 cavallo del nero · c6 alfiere del bianco · f6 pedone del nero · h6 alfiere del bianco · e5 cavallo del bianco · e4 pedone del nero · h4 pedone del nero · c3 torre del bianco · a1 re del bianco | a8 donna del bianco · b8 alfiere del nero · f8 re del nero · g8 cavallo del nero · h8 torre del bianco · e7 pedone del nero · g7 donna del nero · a6 cavallo del nero · c6 alfiere del bianco · f6 pedone del nero · h6 alfiere del bianco · e5 cavallo del bianco · e4 pedone del nero · h4 pedone del nero · c3 torre del bianco · a1 re del bianco | a8 donna del bianco · b8 alfiere del nero · f8 re del nero · g8 cavallo del nero · h8 torre del bianco · e7 pedone del nero · g7 donna del nero · a6 cavallo del nero · c6 alfiere del bianco · f6 pedone del nero · h6 alfiere del bianco · e5 cavallo del bianco · e4 pedone del nero · h4 pedone del nero · c3 torre del bianco · a1 re del bianco | a8 donna del bianco · b8 alfiere del nero · f8 re del nero · g8 cavallo del nero · h8 torre del bianco · e7 pedone del nero · g7 donna del nero · a6 cavallo del nero · c6 alfiere del bianco · f6 pedone del nero · h6 alfiere del bianco · e5 cavallo del bianco · e4 pedone del nero · h4 pedone del nero · c3 torre del bianco · a1 re del bianco | a8 donna del bianco · b8 alfiere del nero · f8 re del nero · g8 cavallo del nero · h8 torre del bianco · e7 pedone del nero · g7 donna del nero · a6 cavallo del nero · c6 alfiere del bianco · f6 pedone del nero · h6 alfiere del bianco · e5 cavallo del bianco · e4 pedone del nero · h4 pedone del nero · c3 torre del bianco · a1 re del bianco | a8 donna del bianco · b8 alfiere del nero · f8 re del nero · g8 cavallo del nero · h8 torre del bianco · e7 pedone del nero · g7 donna del nero · a6 cavallo del nero · c6 alfiere del bianco · f6 pedone del nero · h6 alfiere del bianco · e5 cavallo del bianco · e4 pedone del nero · h4 pedone del nero · c3 torre del bianco · a1 re del bianco | a8 donna del bianco · b8 alfiere del nero · f8 re del nero · g8 cavallo del nero · h8 torre del bianco · e7 pedone del nero · g7 donna del nero · a6 cavallo del nero · c6 alfiere del bianco · f6 pedone del nero · h6 alfiere del bianco · e5 cavallo del bianco · e4 pedone del nero · h4 pedone del nero · c3 torre del bianco · a1 re del bianco | a8 donna del bianco · b8 alfiere del nero · f8 re del nero · g8 cavallo del nero · h8 torre del bianco · e7 pedone del nero · g7 donna del nero · a6 cavallo del nero · c6 alfiere del bianco · f6 pedone del nero · h6 alfiere del bianco · e5 cavallo del bianco · e4 pedone del nero · h4 pedone del nero · c3 torre del bianco · a1 re del bianco | 7 |
| 6 | a8 donna del bianco · b8 alfiere del nero · f8 re del nero · g8 cavallo del nero · h8 torre del bianco · e7 pedone del nero · g7 donna del nero · a6 cavallo del nero · c6 alfiere del bianco · f6 pedone del nero · h6 alfiere del bianco · e5 cavallo del bianco · e4 pedone del nero · h4 pedone del nero · c3 torre del bianco · a1 re del bianco | a8 donna del bianco · b8 alfiere del nero · f8 re del nero · g8 cavallo del nero · h8 torre del bianco · e7 pedone del nero · g7 donna del nero · a6 cavallo del nero · c6 alfiere del bianco · f6 pedone del nero · h6 alfiere del bianco · e5 cavallo del bianco · e4 pedone del nero · h4 pedone del nero · c3 torre del bianco · a1 re del bianco | a8 donna del bianco · b8 alfiere del nero · f8 re del nero · g8 cavallo del nero · h8 torre del bianco · e7 pedone del nero · g7 donna del nero · a6 cavallo del nero · c6 alfiere del bianco · f6 pedone del nero · h6 alfiere del bianco · e5 cavallo del bianco · e4 pedone del nero · h4 pedone del nero · c3 torre del bianco · a1 re del bianco | a8 donna del bianco · b8 alfiere del nero · f8 re del nero · g8 cavallo del nero · h8 torre del bianco · e7 pedone del nero · g7 donna del nero · a6 cavallo del nero · c6 alfiere del bianco · f6 pedone del nero · h6 alfiere del bianco · e5 cavallo del bianco · e4 pedone del nero · h4 pedone del nero · c3 torre del bianco · a1 re del bianco | a8 donna del bianco · b8 alfiere del nero · f8 re del nero · g8 cavallo del nero · h8 torre del bianco · e7 pedone del nero · g7 donna del nero · a6 cavallo del nero · c6 alfiere del bianco · f6 pedone del nero · h6 alfiere del bianco · e5 cavallo del bianco · e4 pedone del nero · h4 pedone del nero · c3 torre del bianco · a1 re del bianco | a8 donna del bianco · b8 alfiere del nero · f8 re del nero · g8 cavallo del nero · h8 torre del bianco · e7 pedone del nero · g7 donna del nero · a6 cavallo del nero · c6 alfiere del bianco · f6 pedone del nero · h6 alfiere del bianco · e5 cavallo del bianco · e4 pedone del nero · h4 pedone del nero · c3 torre del bianco · a1 re del bianco | a8 donna del bianco · b8 alfiere del nero · f8 re del nero · g8 cavallo del nero · h8 torre del bianco · e7 pedone del nero · g7 donna del nero · a6 cavallo del nero · c6 alfiere del bianco · f6 pedone del nero · h6 alfiere del bianco · e5 cavallo del bianco · e4 pedone del nero · h4 pedone del nero · c3 torre del bianco · a1 re del bianco | a8 donna del bianco · b8 alfiere del nero · f8 re del nero · g8 cavallo del nero · h8 torre del bianco · e7 pedone del nero · g7 donna del nero · a6 cavallo del nero · c6 alfiere del bianco · f6 pedone del nero · h6 alfiere del bianco · e5 cavallo del bianco · e4 pedone del nero · h4 pedone del nero · c3 torre del bianco · a1 re del bianco | 6 |
| 5 | a8 donna del bianco · b8 alfiere del nero · f8 re del nero · g8 cavallo del nero · h8 torre del bianco · e7 pedone del nero · g7 donna del nero · a6 cavallo del nero · c6 alfiere del bianco · f6 pedone del nero · h6 alfiere del bianco · e5 cavallo del bianco · e4 pedone del nero · h4 pedone del nero · c3 torre del bianco · a1 re del bianco | a8 donna del bianco · b8 alfiere del nero · f8 re del nero · g8 cavallo del nero · h8 torre del bianco · e7 pedone del nero · g7 donna del nero · a6 cavallo del nero · c6 alfiere del bianco · f6 pedone del nero · h6 alfiere del bianco · e5 cavallo del bianco · e4 pedone del nero · h4 pedone del nero · c3 torre del bianco · a1 re del bianco | a8 donna del bianco · b8 alfiere del nero · f8 re del nero · g8 cavallo del nero · h8 torre del bianco · e7 pedone del nero · g7 donna del nero · a6 cavallo del nero · c6 alfiere del bianco · f6 pedone del nero · h6 alfiere del bianco · e5 cavallo del bianco · e4 pedone del nero · h4 pedone del nero · c3 torre del bianco · a1 re del bianco | a8 donna del bianco · b8 alfiere del nero · f8 re del nero · g8 cavallo del nero · h8 torre del bianco · e7 pedone del nero · g7 donna del nero · a6 cavallo del nero · c6 alfiere del bianco · f6 pedone del nero · h6 alfiere del bianco · e5 cavallo del bianco · e4 pedone del nero · h4 pedone del nero · c3 torre del bianco · a1 re del bianco | a8 donna del bianco · b8 alfiere del nero · f8 re del nero · g8 cavallo del nero · h8 torre del bianco · e7 pedone del nero · g7 donna del nero · a6 cavallo del nero · c6 alfiere del bianco · f6 pedone del nero · h6 alfiere del bianco · e5 cavallo del bianco · e4 pedone del nero · h4 pedone del nero · c3 torre del bianco · a1 re del bianco | a8 donna del bianco · b8 alfiere del nero · f8 re del nero · g8 cavallo del nero · h8 torre del bianco · e7 pedone del nero · g7 donna del nero · a6 cavallo del nero · c6 alfiere del bianco · f6 pedone del nero · h6 alfiere del bianco · e5 cavallo del bianco · e4 pedone del nero · h4 pedone del nero · c3 torre del bianco · a1 re del bianco | a8 donna del bianco · b8 alfiere del nero · f8 re del nero · g8 cavallo del nero · h8 torre del bianco · e7 pedone del nero · g7 donna del nero · a6 cavallo del nero · c6 alfiere del bianco · f6 pedone del nero · h6 alfiere del bianco · e5 cavallo del bianco · e4 pedone del nero · h4 pedone del nero · c3 torre del bianco · a1 re del bianco | a8 donna del bianco · b8 alfiere del nero · f8 re del nero · g8 cavallo del nero · h8 torre del bianco · e7 pedone del nero · g7 donna del nero · a6 cavallo del nero · c6 alfiere del bianco · f6 pedone del nero · h6 alfiere del bianco · e5 cavallo del bianco · e4 pedone del nero · h4 pedone del nero · c3 torre del bianco · a1 re del bianco | 5 |
| 4 | a8 donna del bianco · b8 alfiere del nero · f8 re del nero · g8 cavallo del nero · h8 torre del bianco · e7 pedone del nero · g7 donna del nero · a6 cavallo del nero · c6 alfiere del bianco · f6 pedone del nero · h6 alfiere del bianco · e5 cavallo del bianco · e4 pedone del nero · h4 pedone del nero · c3 torre del bianco · a1 re del bianco | a8 donna del bianco · b8 alfiere del nero · f8 re del nero · g8 cavallo del nero · h8 torre del bianco · e7 pedone del nero · g7 donna del nero · a6 cavallo del nero · c6 alfiere del bianco · f6 pedone del nero · h6 alfiere del bianco · e5 cavallo del bianco · e4 pedone del nero · h4 pedone del nero · c3 torre del bianco · a1 re del bianco | a8 donna del bianco · b8 alfiere del nero · f8 re del nero · g8 cavallo del nero · h8 torre del bianco · e7 pedone del nero · g7 donna del nero · a6 cavallo del nero · c6 alfiere del bianco · f6 pedone del nero · h6 alfiere del bianco · e5 cavallo del bianco · e4 pedone del nero · h4 pedone del nero · c3 torre del bianco · a1 re del bianco | a8 donna del bianco · b8 alfiere del nero · f8 re del nero · g8 cavallo del nero · h8 torre del bianco · e7 pedone del nero · g7 donna del nero · a6 cavallo del nero · c6 alfiere del bianco · f6 pedone del nero · h6 alfiere del bianco · e5 cavallo del bianco · e4 pedone del nero · h4 pedone del nero · c3 torre del bianco · a1 re del bianco | a8 donna del bianco · b8 alfiere del nero · f8 re del nero · g8 cavallo del nero · h8 torre del bianco · e7 pedone del nero · g7 donna del nero · a6 cavallo del nero · c6 alfiere del bianco · f6 pedone del nero · h6 alfiere del bianco · e5 cavallo del bianco · e4 pedone del nero · h4 pedone del nero · c3 torre del bianco · a1 re del bianco | a8 donna del bianco · b8 alfiere del nero · f8 re del nero · g8 cavallo del nero · h8 torre del bianco · e7 pedone del nero · g7 donna del nero · a6 cavallo del nero · c6 alfiere del bianco · f6 pedone del nero · h6 alfiere del bianco · e5 cavallo del bianco · e4 pedone del nero · h4 pedone del nero · c3 torre del bianco · a1 re del bianco | a8 donna del bianco · b8 alfiere del nero · f8 re del nero · g8 cavallo del nero · h8 torre del bianco · e7 pedone del nero · g7 donna del nero · a6 cavallo del nero · c6 alfiere del bianco · f6 pedone del nero · h6 alfiere del bianco · e5 cavallo del bianco · e4 pedone del nero · h4 pedone del nero · c3 torre del bianco · a1 re del bianco | a8 donna del bianco · b8 alfiere del nero · f8 re del nero · g8 cavallo del nero · h8 torre del bianco · e7 pedone del nero · g7 donna del nero · a6 cavallo del nero · c6 alfiere del bianco · f6 pedone del nero · h6 alfiere del bianco · e5 cavallo del bianco · e4 pedone del nero · h4 pedone del nero · c3 torre del bianco · a1 re del bianco | 4 |
| 3 | a8 donna del bianco · b8 alfiere del nero · f8 re del nero · g8 cavallo del nero · h8 torre del bianco · e7 pedone del nero · g7 donna del nero · a6 cavallo del nero · c6 alfiere del bianco · f6 pedone del nero · h6 alfiere del bianco · e5 cavallo del bianco · e4 pedone del nero · h4 pedone del nero · c3 torre del bianco · a1 re del bianco | a8 donna del bianco · b8 alfiere del nero · f8 re del nero · g8 cavallo del nero · h8 torre del bianco · e7 pedone del nero · g7 donna del nero · a6 cavallo del nero · c6 alfiere del bianco · f6 pedone del nero · h6 alfiere del bianco · e5 cavallo del bianco · e4 pedone del nero · h4 pedone del nero · c3 torre del bianco · a1 re del bianco | a8 donna del bianco · b8 alfiere del nero · f8 re del nero · g8 cavallo del nero · h8 torre del bianco · e7 pedone del nero · g7 donna del nero · a6 cavallo del nero · c6 alfiere del bianco · f6 pedone del nero · h6 alfiere del bianco · e5 cavallo del bianco · e4 pedone del nero · h4 pedone del nero · c3 torre del bianco · a1 re del bianco | a8 donna del bianco · b8 alfiere del nero · f8 re del nero · g8 cavallo del nero · h8 torre del bianco · e7 pedone del nero · g7 donna del nero · a6 cavallo del nero · c6 alfiere del bianco · f6 pedone del nero · h6 alfiere del bianco · e5 cavallo del bianco · e4 pedone del nero · h4 pedone del nero · c3 torre del bianco · a1 re del bianco | a8 donna del bianco · b8 alfiere del nero · f8 re del nero · g8 cavallo del nero · h8 torre del bianco · e7 pedone del nero · g7 donna del nero · a6 cavallo del nero · c6 alfiere del bianco · f6 pedone del nero · h6 alfiere del bianco · e5 cavallo del bianco · e4 pedone del nero · h4 pedone del nero · c3 torre del bianco · a1 re del bianco | a8 donna del bianco · b8 alfiere del nero · f8 re del nero · g8 cavallo del nero · h8 torre del bianco · e7 pedone del nero · g7 donna del nero · a6 cavallo del nero · c6 alfiere del bianco · f6 pedone del nero · h6 alfiere del bianco · e5 cavallo del bianco · e4 pedone del nero · h4 pedone del nero · c3 torre del bianco · a1 re del bianco | a8 donna del bianco · b8 alfiere del nero · f8 re del nero · g8 cavallo del nero · h8 torre del bianco · e7 pedone del nero · g7 donna del nero · a6 cavallo del nero · c6 alfiere del bianco · f6 pedone del nero · h6 alfiere del bianco · e5 cavallo del bianco · e4 pedone del nero · h4 pedone del nero · c3 torre del bianco · a1 re del bianco | a8 donna del bianco · b8 alfiere del nero · f8 re del nero · g8 cavallo del nero · h8 torre del bianco · e7 pedone del nero · g7 donna del nero · a6 cavallo del nero · c6 alfiere del bianco · f6 pedone del nero · h6 alfiere del bianco · e5 cavallo del bianco · e4 pedone del nero · h4 pedone del nero · c3 torre del bianco · a1 re del bianco | 3 |
| 2 | a8 donna del bianco · b8 alfiere del nero · f8 re del nero · g8 cavallo del nero · h8 torre del bianco · e7 pedone del nero · g7 donna del nero · a6 cavallo del nero · c6 alfiere del bianco · f6 pedone del nero · h6 alfiere del bianco · e5 cavallo del bianco · e4 pedone del nero · h4 pedone del nero · c3 torre del bianco · a1 re del bianco | a8 donna del bianco · b8 alfiere del nero · f8 re del nero · g8 cavallo del nero · h8 torre del bianco · e7 pedone del nero · g7 donna del nero · a6 cavallo del nero · c6 alfiere del bianco · f6 pedone del nero · h6 alfiere del bianco · e5 cavallo del bianco · e4 pedone del nero · h4 pedone del nero · c3 torre del bianco · a1 re del bianco | a8 donna del bianco · b8 alfiere del nero · f8 re del nero · g8 cavallo del nero · h8 torre del bianco · e7 pedone del nero · g7 donna del nero · a6 cavallo del nero · c6 alfiere del bianco · f6 pedone del nero · h6 alfiere del bianco · e5 cavallo del bianco · e4 pedone del nero · h4 pedone del nero · c3 torre del bianco · a1 re del bianco | a8 donna del bianco · b8 alfiere del nero · f8 re del nero · g8 cavallo del nero · h8 torre del bianco · e7 pedone del nero · g7 donna del nero · a6 cavallo del nero · c6 alfiere del bianco · f6 pedone del nero · h6 alfiere del bianco · e5 cavallo del bianco · e4 pedone del nero · h4 pedone del nero · c3 torre del bianco · a1 re del bianco | a8 donna del bianco · b8 alfiere del nero · f8 re del nero · g8 cavallo del nero · h8 torre del bianco · e7 pedone del nero · g7 donna del nero · a6 cavallo del nero · c6 alfiere del bianco · f6 pedone del nero · h6 alfiere del bianco · e5 cavallo del bianco · e4 pedone del nero · h4 pedone del nero · c3 torre del bianco · a1 re del bianco | a8 donna del bianco · b8 alfiere del nero · f8 re del nero · g8 cavallo del nero · h8 torre del bianco · e7 pedone del nero · g7 donna del nero · a6 cavallo del nero · c6 alfiere del bianco · f6 pedone del nero · h6 alfiere del bianco · e5 cavallo del bianco · e4 pedone del nero · h4 pedone del nero · c3 torre del bianco · a1 re del bianco | a8 donna del bianco · b8 alfiere del nero · f8 re del nero · g8 cavallo del nero · h8 torre del bianco · e7 pedone del nero · g7 donna del nero · a6 cavallo del nero · c6 alfiere del bianco · f6 pedone del nero · h6 alfiere del bianco · e5 cavallo del bianco · e4 pedone del nero · h4 pedone del nero · c3 torre del bianco · a1 re del bianco | a8 donna del bianco · b8 alfiere del nero · f8 re del nero · g8 cavallo del nero · h8 torre del bianco · e7 pedone del nero · g7 donna del nero · a6 cavallo del nero · c6 alfiere del bianco · f6 pedone del nero · h6 alfiere del bianco · e5 cavallo del bianco · e4 pedone del nero · h4 pedone del nero · c3 torre del bianco · a1 re del bianco | 2 |
| 1 | a8 donna del bianco · b8 alfiere del nero · f8 re del nero · g8 cavallo del nero · h8 torre del bianco · e7 pedone del nero · g7 donna del nero · a6 cavallo del nero · c6 alfiere del bianco · f6 pedone del nero · h6 alfiere del bianco · e5 cavallo del bianco · e4 pedone del nero · h4 pedone del nero · c3 torre del bianco · a1 re del bianco | a8 donna del bianco · b8 alfiere del nero · f8 re del nero · g8 cavallo del nero · h8 torre del bianco · e7 pedone del nero · g7 donna del nero · a6 cavallo del nero · c6 alfiere del bianco · f6 pedone del nero · h6 alfiere del bianco · e5 cavallo del bianco · e4 pedone del nero · h4 pedone del nero · c3 torre del bianco · a1 re del bianco | a8 donna del bianco · b8 alfiere del nero · f8 re del nero · g8 cavallo del nero · h8 torre del bianco · e7 pedone del nero · g7 donna del nero · a6 cavallo del nero · c6 alfiere del bianco · f6 pedone del nero · h6 alfiere del bianco · e5 cavallo del bianco · e4 pedone del nero · h4 pedone del nero · c3 torre del bianco · a1 re del bianco | a8 donna del bianco · b8 alfiere del nero · f8 re del nero · g8 cavallo del nero · h8 torre del bianco · e7 pedone del nero · g7 donna del nero · a6 cavallo del nero · c6 alfiere del bianco · f6 pedone del nero · h6 alfiere del bianco · e5 cavallo del bianco · e4 pedone del nero · h4 pedone del nero · c3 torre del bianco · a1 re del bianco | a8 donna del bianco · b8 alfiere del nero · f8 re del nero · g8 cavallo del nero · h8 torre del bianco · e7 pedone del nero · g7 donna del nero · a6 cavallo del nero · c6 alfiere del bianco · f6 pedone del nero · h6 alfiere del bianco · e5 cavallo del bianco · e4 pedone del nero · h4 pedone del nero · c3 torre del bianco · a1 re del bianco | a8 donna del bianco · b8 alfiere del nero · f8 re del nero · g8 cavallo del nero · h8 torre del bianco · e7 pedone del nero · g7 donna del nero · a6 cavallo del nero · c6 alfiere del bianco · f6 pedone del nero · h6 alfiere del bianco · e5 cavallo del bianco · e4 pedone del nero · h4 pedone del nero · c3 torre del bianco · a1 re del bianco | a8 donna del bianco · b8 alfiere del nero · f8 re del nero · g8 cavallo del nero · h8 torre del bianco · e7 pedone del nero · g7 donna del nero · a6 cavallo del nero · c6 alfiere del bianco · f6 pedone del nero · h6 alfiere del bianco · e5 cavallo del bianco · e4 pedone del nero · h4 pedone del nero · c3 torre del bianco · a1 re del bianco | a8 donna del bianco · b8 alfiere del nero · f8 re del nero · g8 cavallo del nero · h8 torre del bianco · e7 pedone del nero · g7 donna del nero · a6 cavallo del nero · c6 alfiere del bianco · f6 pedone del nero · h6 alfiere del bianco · e5 cavallo del bianco · e4 pedone del nero · h4 pedone del nero · c3 torre del bianco · a1 re del bianco | 1 |
|   | a | b | c | d | e | f | g | h |   |

Soluzione:
1. Ab5 !  (min. 2. Tc8#)

1...fxe5  2. Tf3+  exf3  3. Dxf3#

1...e6  2. Tc7 Cxc7  3. Da3#

(2...f5  3.Tf7/ Axg7#)